# 斯普林鎮區 (阿肯色州林肯縣)
斯普林鎮區（英語：Spring Township）是位於美國阿肯色州林肯縣的一個行政鎮區。

## 地方資料
斯普林鎮區的面積為119.40平方千米，當中陸地面積為119.40平方千米，而水域面積為0.00平方千米。根據2010年美國人口普查的數據，當地共有人口765人，而人口密度為每平方千米6.41人。